# 프라우다

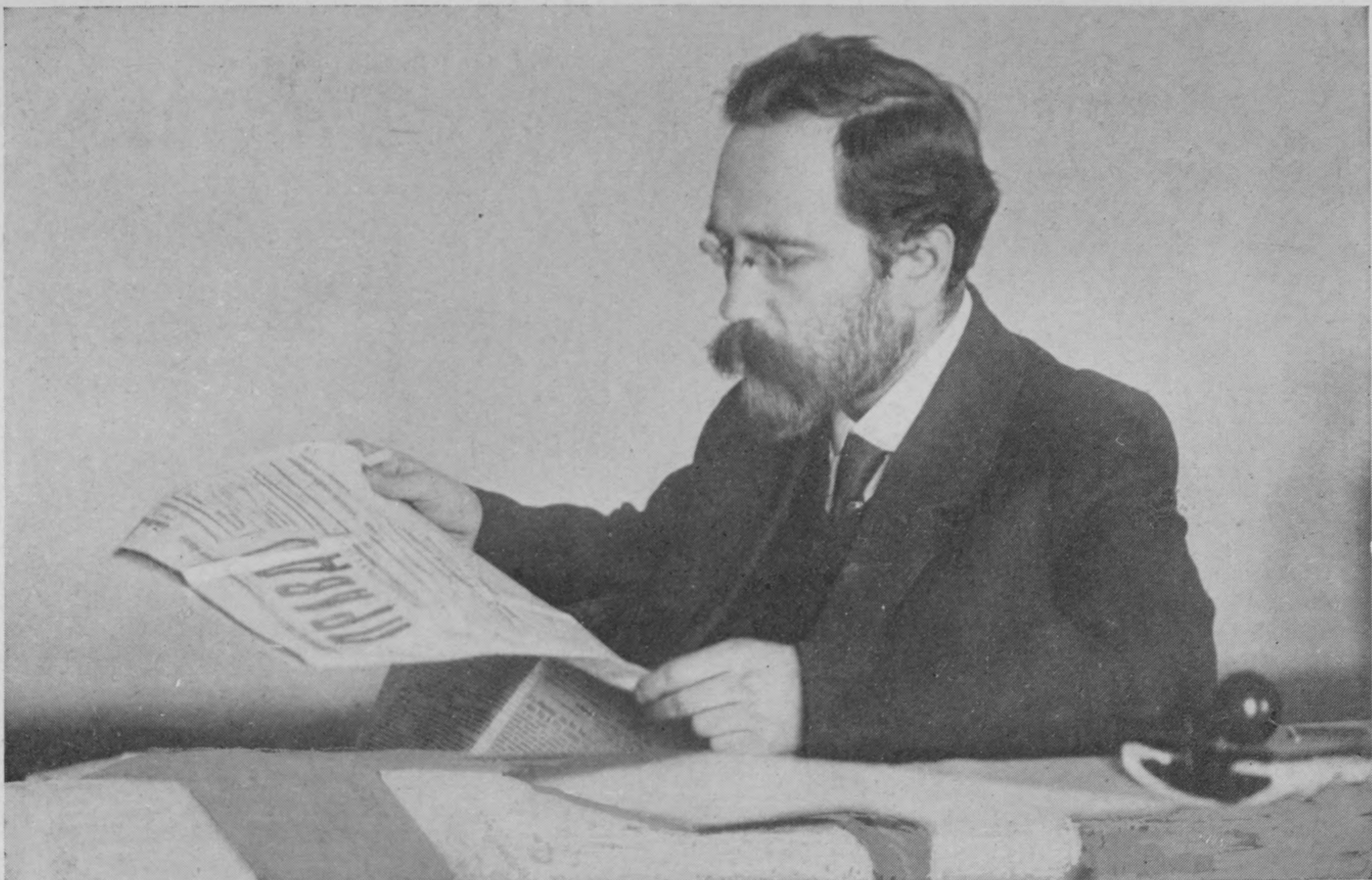
프라우다를 읽고 있는 레프 카메네프

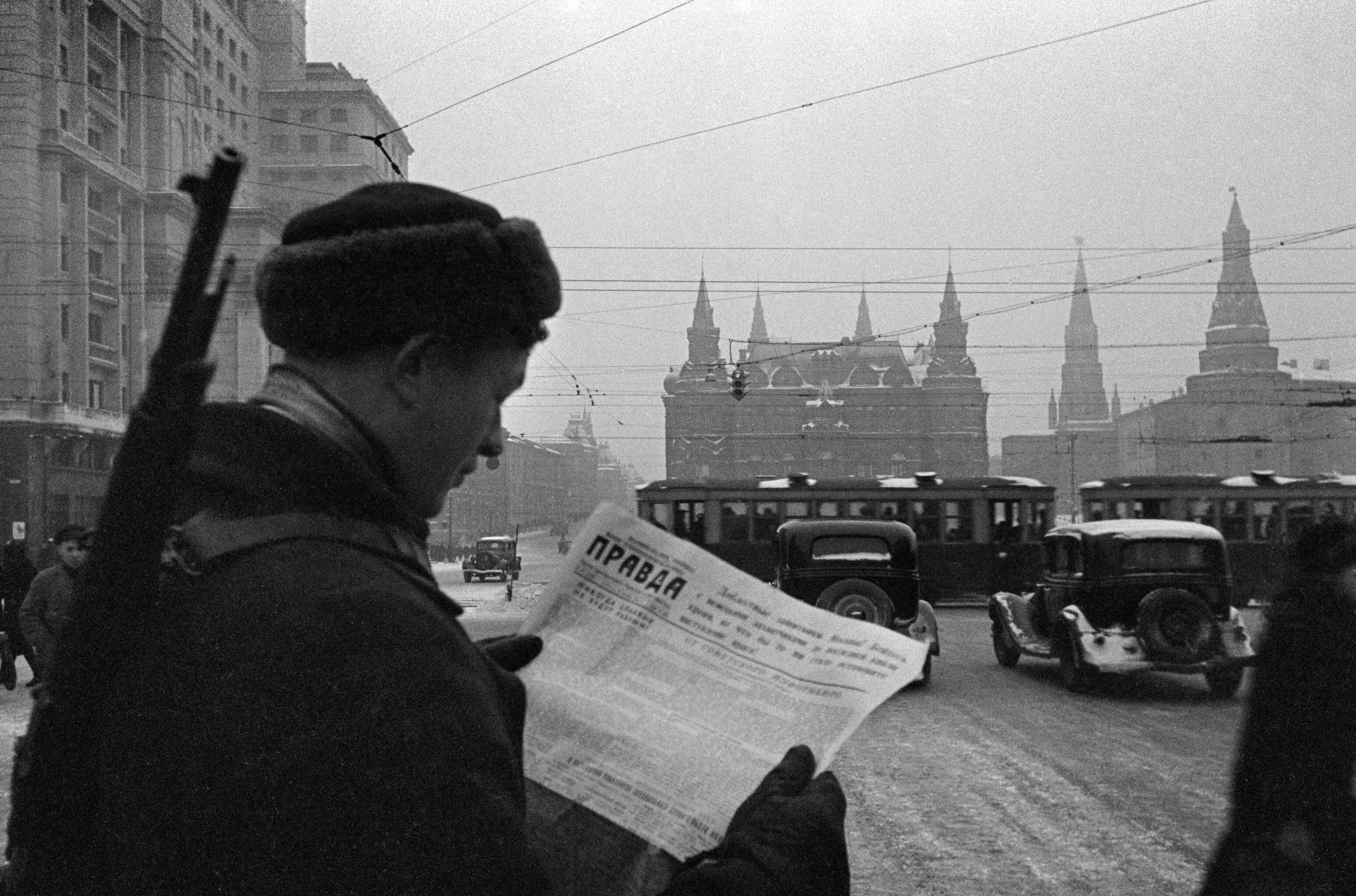
1941년, 제 2차 세계대전 중 프라우다 신문을 읽고 있는 한 병사

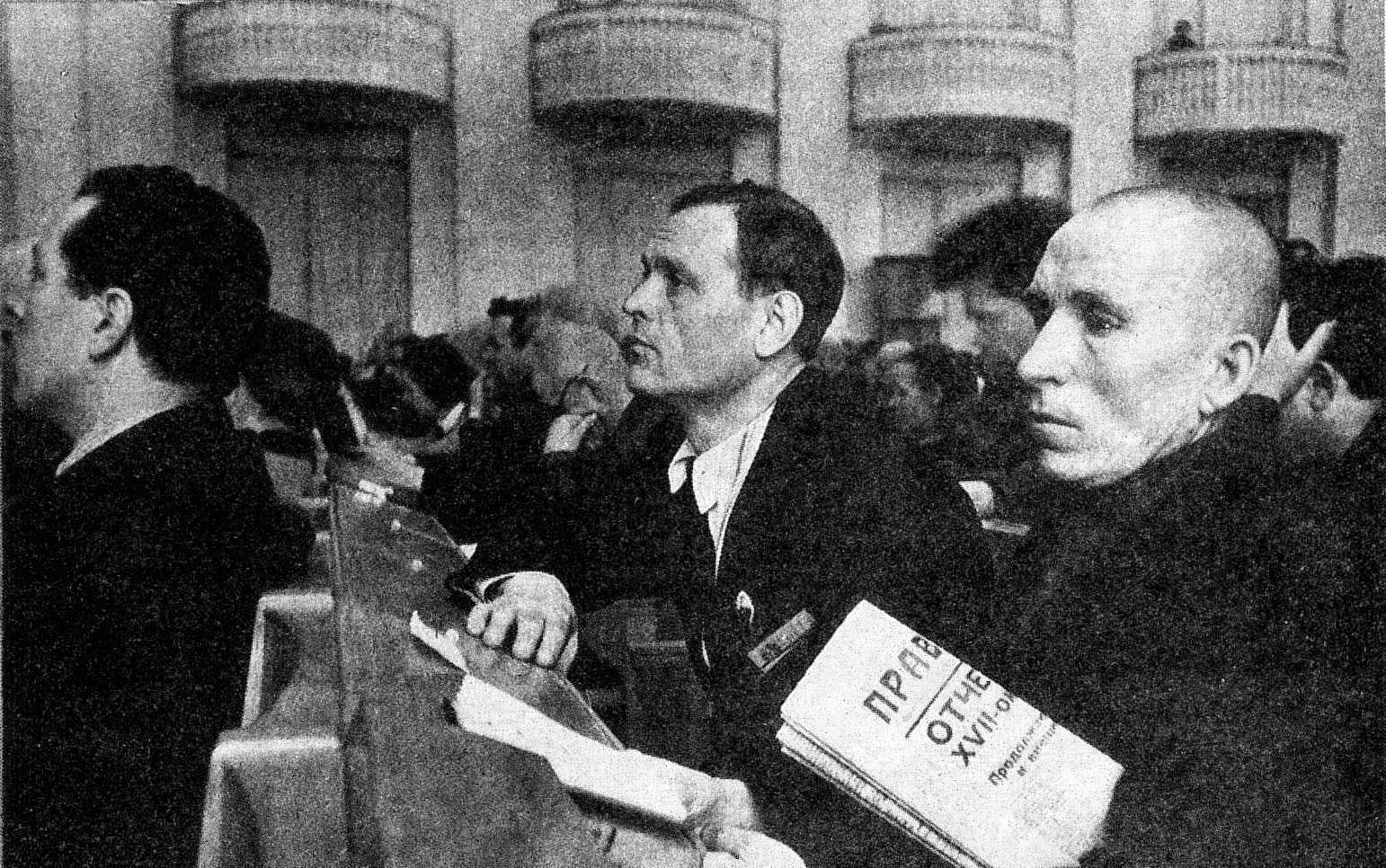
1934년, 소련 공산당 제 17차 전당 대회 당시 읽혀지고 있는 프라우다 신문

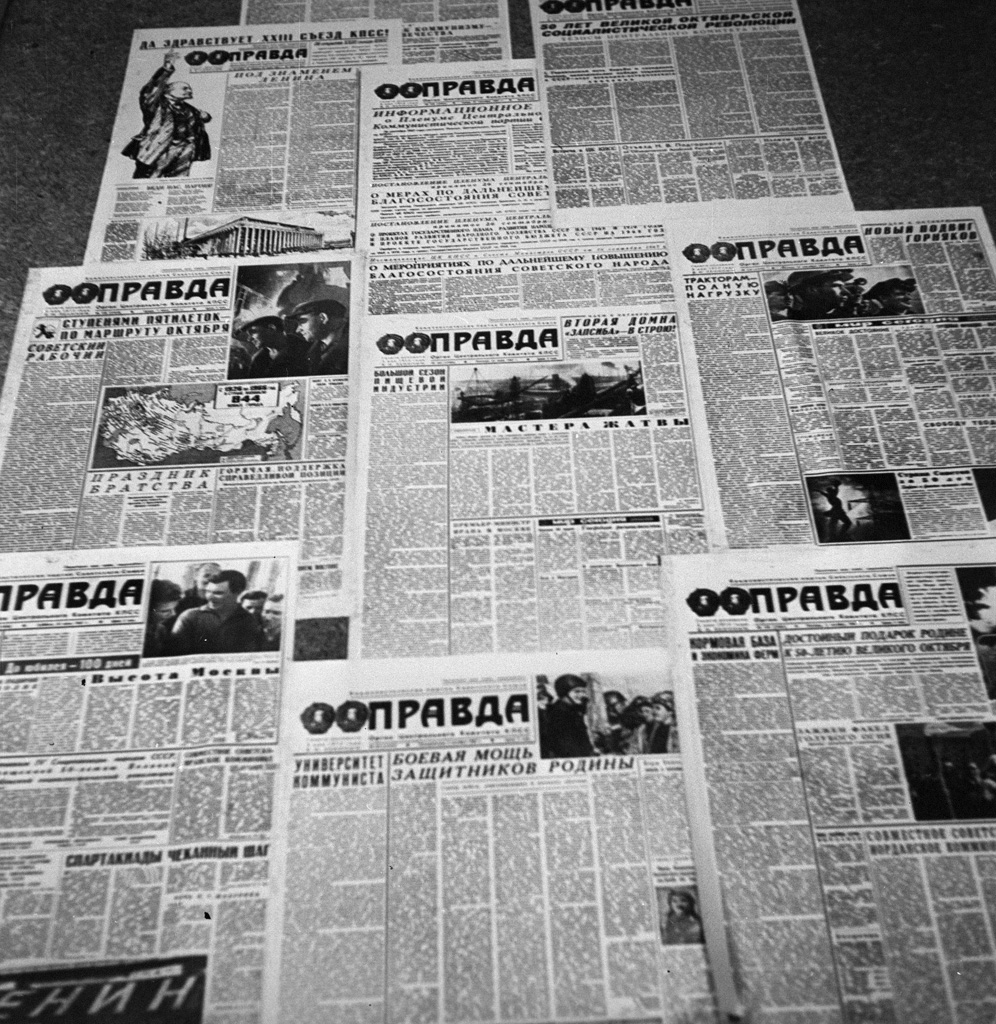
1960년대의 프라우다 신문

프라우다(러시아어: Правда 프라브다[*], 문화어: 쁘라우다)는 소련 모스크바에서 발행되는 대표적인 일간 신문이었다. 프라우다는 러시아어로 "진리"를 뜻한다. 1912년 5월 5일 상트페테르부르크에서 혁명 세력의 기관지로 창간된 이래 1991년 소비에트 연방의 붕괴 이전까지 공산당의 기관지였다. 과학·경제·문화 등 여러 분야에 관한 기사를 제공하고, 당 노선의 해설에 역점을 두어 독자들의 사상 통일을 높이는 데 주력했다.

## 역사
1912년 5월 5일 제정 러시아의 수도 상트페테르부르크에서 창간됐다. 1917년의 10월 혁명 뒤에 5월 5일은 러시아에서 신문의 날로 지정됐다. 1914년 제1차 세계 대전의 발발과 함께 정간된 이 신문은 1917년 2월 혁명 뒤인 5월 18일 복간됐고, 소비에트 행정부에 의해 수도가 페트로그라드에서 모스크바로 옮겨짐에 따라 1918년 3월 16일 자부터 모스크바에서 발간됐다.
구 소련의 말기에 '프라우다'의 발행 부수는 1,100만부에 이르렀다. 1993년 소련 해체 이후 러시아 연방 공산당이 프라우다를 매각하여 계속 발간하고 있다.

## 같이 보기
- 푈키셔 베오바흐터

## 참고 자료
- 이 문서에는 다음커뮤니케이션(현 카카오)에서 GFDL 또는 CC-SA 라이선스로 배포한 글로벌 세계대백과사전의 내용을 기초로 작성된 글이 포함되어 있습니다.